# Nikos Skylakakīs
Nikos Skylakakīs (in greco Νίκος Σκυλακάκης?; Atene, 22 giugno 1923 – Atene, 3 gennaio 2023) è stato un cestista greco.

## Carriera
Con la Grecia ha disputato i Campionati europei del 1949, vincendo la medaglia di bronzo.